# Ложка для абсента
Ложка для абсента — специализированная перфорированная ложка для разлития абсента.

## История
Первые ложки для абсента стали появляться в 1840-х годах. Как и другая параферналия, связанная с абсентом, широкое распространение они получили во второй половине XIX века, когда возникла проблема абсентизма (абсентового алкоголизма) городских низов. Употреблением подобных изысканных предметов буржуазия стремилась подчеркнуть свой социальный статус.
В XXI веке старинные ложки для абсента стали предметом коллекционирования, а цены на них доходят до 4000 долларов за редкие экземпляры. Это породило обширную индустрию подделок.

## Роль в приготовлении абсента
Вкус чистого абсента слишком горький для большинства пьющих, поэтому перед употреблением в него добавляют сахар (для абсента даже выпускается специальный кусковой сахар). Однако для растворения нужного количества сахара в абсент приходится добавлять воду, понижая его крепость. Ложка потому занимает важное место в классическом ритуале разлития абсента: на ней размещается кусочек сахара, а сама ложка опирается на края бокала с абсентом. Ледяная вода из фонтана для абсента капает на кусочек сахара, создавая в бокале напиток с желтоватым молочным оттенком (фр. louche).

## Конструкция
Типичная ложка сделана из посеребрённого неблагородного металла или нейзильбера с помощью штамповки или, для более изысканных ложек, литья.
Ложка должна быть устойчивой при размещении наверху бокала, поэтому на ней делают углубления для краёв бокала или — чаще — выполняют её в форме плоской лопаточки. Традиционные формы отверстий: щели, стрелы, звёзды, трефы и бубны, кресты, круги, цветы. Начиная с 1889 года популярными стали дизайны в форме Эйфелевой башни.
Разнообразие конструкций приводит к тому, что иногда невозможно точно сказать, предназначалась ли ложка для абсента или для других надобностей.